# Le Vent Paraclet
Le Vent Paraclet est un essai de Michel Tournier paru en 1979. La première partie de cet essai est autobiographique : elle raconte son enfance et ses voyages en Allemagne. La seconde partie explore la question de la création littéraire au travers de ses différentes œuvres, mais les considérations de cet ouvrage sont généralisées à l'acte d'écrire en général.